# Akonda
Akonda è il quinto album in studio del cantante statunitense Akon, pubblicato nell'ottobre del 2019, poche settimane dopo il suo album di musica latina, El Negreeto.
L'album presenta una direzione musicale prettamente africana, essendo dominato dal tipico suono afrobeat, ed avendo collaborazioni e produzioni unicamente lavorate da artisti africani, prevalentemente nigeriani. Dal disco sono stati estratti due singoli; Low Key e Wakonda.

## Tracce
1. Welcome To Africa – 3:07
2. Scammers (featuring Olamide) – 2:10
3. Low Key – 3:13
4. Bottom – 3:11
5. Boogie Down – 2:58
6. Take Your Place (featuring Kizz Daniel) – 3:47
7. Control (featuring Skales) – 3:51
8. Kryptonite – 3:26
9. Pretty Girls (featuring Afro B) – 3:15
10. Wakonda (bonus track) – 2:25